# Actiengesellschaft für Straßen und Brückenbauten
Die Actiengesellschaft für Straßen und Brückenbauten war eine österreichische Gesellschaft mit Sitz in Wien, wurde 1872 gegründet und am 31. Oktober 1876 als Ganzes an Anton Poschacher (Industrieller, 1841) verkauft.
Die Aktiengesellschaft war ein Unternehmen der Mauthausner Steinindustrie, das sich mit dem Abbau, der Verarbeitung und dem Vertrieb von Mauthausner Granit beschäftigte und damals das größte Granitwerk der österreichisch-ungarischen Monarchie. Nach Abschluss der von Poschacher eingeleiteten Reorganisationsphase wurde die Aktiengesellschaft in das bereits bestehende Familienunternehmen Poschacher eingebracht.

## Entstehung
Das Unternehmen entstand, indem in einer ersten Phase mehrere Steinbruchbesitzer aus Mauthausen, Neuhaus an der Donau, Perg und Schwertberg ihre Unternehmen, Grundstücke und Gebäude gegen Übernahme von Aktien in die neue Aktiengesellschaft einbrachten. Neben Steinbrüchen waren das auch
- das Pflastergeschäft der Brüder Berger in Wien
- das Wasserbau-Unternehmen Poschacher in Mauthausen
- die Hammerschmiede von Enengl und Erblich in Perg

Großaktionär und erster Präsident war Anton Poschacher (1812–1873). Das Anfangskapital betrug zunächst 1.800.000 Gulden und wurde im Dezember 1872 noch um 900.000 Gulden aufgestockt und für die weitere Expansion durch Zukäufe in der Umgebung (Langenstein/Gusen) und weiter entfernten Standorten Schärding, Bayern und Böhmen verwendet. Das erste Geschäftsjahr verlief sehr gut. Der Aktienkurs lag um 50 Prozent über den Anschaffungskosten. 1872 beschäftigte das Unternehmen in mehreren Steinbrüchen in Mauthausen, Neuhaus an der Donau, Perg und Schwertberg rund 1.500 Mitarbeiter.
Nach dem Tod seines Vaters war Anton Poschacher (1841–1904) 1873 als Direktor in die Gesellschaft eingetreten. Er war insbesondere mit den Expansionsplänen nicht einverstanden, verließ im Frühjahr 1876 das Unternehmen und begab sich im Auftrag der hohen Regierung zur Weltausstellung nach Philadelphia, USA als Berichterstatter für Architektur und öffentliche Bauten.

## Krise und Übernahme durch Poschacher
Im Mai 1873 kam es zu einem Börsenkrach und Kurssturz der Aktien. Auf Grund der nachfolgenden Rezession kam es zu einem deutlichen Rückgang der Bautätigkeit und die Aktiengesellschaft musste die Geschäftsjahre 1874/1875 mit Verlusten beenden. 1876 wurde die Liquidation beschlossen und die Aktiengesellschaft als Ganzes zum Verkauf ausgeschrieben. Mit 1. November 1876 gelangte Anton Poschacher (1841–1904) mit Hilfe von Familienkrediten in den Besitz der Aktiengesellschaft und war damit alleiniger Besitzer der größten Granitwerke der österreichisch-ungarischen Monarchie.
Die nachfolgende Reorganisation des Unternehmens begann mit dem Verkauf der weiter entfernt liegenden Steinbrüche und Liegenschaften in Schärding, Bayern und Böhmen und wurde durch eine Verbesserung der Zusammenarbeit zwischen den verbliebenen sieben, mit umfangreichem Grund und Hausbesitz ausgestatteten Standorten sowie der Modernisierung des Geschäftsbetriebes fortgesetzt.
Das Wasserbauunternehmen wurde in eine eigene Gesellschaft ausgegliedert und war weiterhin rentabel. Auch nach der Konsolidierungsphase blieb das Unternehmen über Jahre hinweg der bedeutendste Granitproduzent des Landes und konnte Großaufträge für Pflasterungen, Wasser- und Brückenbauten, Hochbauprojekte und Denkmäler insbesondere in Wien, Bratislava und in Budapest ausführen.
Die Granitwerke wurden sukzessive durch Anschaffung von Dampfmaschinen, Diamantsägen, Schotterbrechanlage und dampfbetriebene Schleifanlagen leistungsfähiger. Die Transportflotte wurde erweitert und ein Schleppdampfer angeschafft. Die Produktpalette konnte deutlich erweitert werden.

## Steinbrüche

### Steinbrüche in der Gründungsphase
- Steinbrüche Dombaubruch, Schindelbergerbruch und Schlagerbruch der Neuhauser Granitgewerkschaft (Herrschaft Neuhaus an der Donau, Gemeinde Sankt Martin im Mühlkreis, Eduard Planck von Planckburg)
- Steinbrüche Poschacher (A. Poschacher Granitwerke Gesellschaft mit beschränkter Haftung, Mauthausen)
- Steinbruch von Leopold Heindl, Mauthausen
- Steinbruch von Gehmacher, Mauthausen
- Steinbruch von Carl Berger im Josefstal, Schwertberg
- Steinbruch von Josefa Herndl in Lanzenberg bei Perg
- Trommelbergbruch von Michael Burgholzer (* 1837), rechtsufrig im Naarntal in Perg
- Steinbrüche in der Hammerleiten von Georg Willnauer, linksufrig im Naarntal in Perg

### Steinbrüche in der ersten Expansionsphase
Zusätzlich zu den in der Gründungsphase erworbenen Steinbrüchen kamen weitere in
- Bayern
- Böhmen: Jechnitz-Woratschen (nördlich von Pilsen), Petersburg-Jechnitz (nördlich von Pilsen) und weitere
- Bettelberg in Mauthausen
- Langenstein/Gusen: Dirnbergerbruch, Kastenhof, Pierbauer
- Lasberg (Schmiede)
- Mähren
- Schärding

### Steinbrüche in der Konsolidierungsphase
In der Konsolidierungsphase reduzierte sich die Anzahl der Steinbrüche auf sieben:
- Steinbruch Trommelberg in Perg
- Steinbruch Hammerleite in Perg
- Steinbruch Herndl in Lanzenberg in Perg
- Steinbruch Bettelberg in Mauthausen
- Steinbruch Josefstal in Schwertberg
- Steinbruch Dirnberger in Langenstein
- Steinbruch Neuhaus an der Donau

### Steinbrüche in der zweiten Expansionsphase
Nach Abschluss der Konsolidierung etwa Mitte der 1880er Jahre wurden neuerlich Steinbrüche, Häuser und Liegenschaft zugekauft, sodass Poschacher zum Zeitpunkt seines Todes im Jahr 1904 etwa 400 Hektar Grund, 62 Häuser, 20 Steinbrüche in Betrieb, 25 stillgelegte bzw. in Aufbau befindliche Steinbrüche. Es wurden ungefähr 2.000 Personen beschäftigt.
Die Aktiengesellschaft war höchstens zu Beginn dieser Expansionsphase noch aktiv, sie wurde nach Abschluss der Konsolidierungsphase in den Poschacher Familienbetrieb eingebracht.

## Mitbewerber
Das Unternehmen stand in Konkurrenz mit
- Schärdinger Granit Aktiengesellschaft, gegründet 1871 und 1877 aufgelöst, von Carl Normann übernommen und schließlich in der Bayerischen Granit AG aufgegangen
- Gemeinde Wien, kaufte ab 1872 Grundstücke und Steinbrüche in Marbach (Gemeinde Ried in der Riedmark) und in Windegg (Gemeinde Schwertberg) und verpachtete sie für fünf Jahre an Löwenfeld und von 1878 bis 1888 an Emmanuel Tichy. Später betrieb sie die Steinbrüche in Eigenregie.
- Leopold Heindl – inzwischen Bürgermeister von Mauthausen – wurde in Arbeitsgemeinschaft mit Schreiner und Rockenschaub in Mauthausen, im Josefstal und in der Neuen Welt in Schwertberg wieder aktiv.